# 스티븐 콜베어
스티븐 타이론 콜베어(영어: Stephen Tyrone Colbert, 1964년 5월 13일 ~ )는 미국의 희극인, 배우, 텔레비전 진행자이다. 그는 《존 스튜어트의 데일리 쇼》와 《콜베어 르포》로 잘 알려진 2004년에서 2006년, 그리고 자신의 프로그램으로 수상한 2008년까지 네 차례 에미상을 수상했다. 보통 그의 성은 콜버트라고 발음하나 그의 아버지가 콜베어로 발음하기를 좋아해서 대학시절 아무도 그를 모를 때 그의 성을 바꿨다고 인터뷰에서 밝혔다. 2006년 타임지에서 세계에서 가장 영향력 있는 인물 100명중 한 명으로 선정되었다. 2007년 10월 7일 그의 첫책을 출판했다. 제목은 《나는 미국이다 (그리고 너도 할 수 있어!)》 (I Am America (And So Can You!))인데 그가 진행하던 콜베어 르포와 비슷하게 정치적 풍자를 다루었다.
코미디 센트럴의 뉴스 패러디 시리즈인 데일리 쇼의 통신원으로 널리 알려졌고, 2005년 《콜베어 르포》를 진행하기 위해 데일리 쇼를 떠났다. 콜베어 르포는 데일리 쇼의 뉴스 패러디 컨셉을 따르며, 콜베어가 보수 정치 논평가를 연기하며 오라일리 팩터 등의 인물 중심 정치 쇼를 패러디했다. 콜베어 르포는 코미디 센트럴의 가장 시청율이 높은 시리즈 중 하나가 되어, 2006년 백악관 기자단 만찬회를 호스트하기도 했다. 2015년 콜베어 르포를 종영하고 데이비드 레터맨의 뒤를 이어 CBS 레이트 쇼의 진행자가 되었다. 2017년 69회 프라임타임 에미상을 호스트했다. 그의 대표작은 레이트 쇼 위드 스티븐 콜베어, 콜베어 르포, 데일리 쇼이다.
스티븐 콜베어는 프라임타임 에미상을 9번, 그래미상 2번, 피바디상 2번 수상했다.

## 성장과정
워싱턴 D.C.에서 태어났고 찰스턴에서 자랐다. 아일랜드 가톨릭 교도 집안에서 자랐으며 11명의 남매 중 막내로 태어났다. 인터뷰에서 콜베어의 부모는 신앙이 강한 가톨릭 신자였다고 했으며 지식을 중시하고 그의 종교를 질문하면서도 신앙심이 강한 가톨릭신자가 될 수 있다고 가르쳤다고 한다. 이 이유로 남부인들의 콜베어는 어릴 때부터 남부 억양을 억눌렀다고 한다. 텔레비전이나 영화에서 남부인들이 무식하게 나오는 걸 보고 어릴 때부터 미국 아나운서와 기자의 말투를 따라하고 배웠다.
1974년 9월 11일 샬럿에서 이륙하려던 중 발생한 비행기 추락으로 아버지와 그의 형이었던 피터와 폴을 잃었다. 코네티컷주에 있는 사립 학교에서 등록하고 오는 길이었다. 아버지의 죽음후 책에 빠져 거의 하루 한 권씩 읽기 시작했는데 주로 '반지의 제왕'과 같은 판타지 소설이나 공상과학소설 등에서 현실도피를 기했다고 한다. 도시쪽으로 이동했는데 콜베어는 그 곳에서 새로운 친구를 찾기 힘들었다고 보통 그 나이에 걱정할 것을 잊고 살았다고 한다. 해양 생물학을 공부하길 원했으나 고막이 심하게 찢어져서 안쪽 귀가 손상되었다. 수술 도중 그의 오른쪽 귀 청력을 잃었다.

## 《존 스튜어트의 데일리 쇼》
1997년 데일리 쇼가 두 번째 시즌을 진행하고 있을 당시 합류하였다. 1999년쯤 데일리 쇼는 더욱더 뚜렷한 정치적인 톤을 띄기 시작했고, 2000년 미국 대통령 선거가 다가오면서 더욱더 인기를 끌었다. 그의 역할은 기자였는데 국제 보도할 때 배경은 늘 그린스크린으로 조작되었다. 자기 자신으로 진행했던 스튜어트와는 달리 데일리 쇼의 콜베어는 서서히 본인과 다른 캐릭터로 발전하였다. 콜베어는 그의 캐릭터는 "바보인데 바보가 아닌 인물을 연기하는 데 그의 모든 인생을 바친"다고 묘사했다. 이 프로그램에서 콜베어는 잦게 스튜어트와 부딪쳤는데 이것은 콜베어의 캐릭터의 부족한 지식을 보여주었다. 2005년 콜베어가 데일리 쇼에서 하차한 후에도 가끔씩 "클래식 콜베어" (Klassic Colbert)라는 제목으로 그가 출연한 부분을 보여주고 있으며, 최근에는 데일리 쇼의 막바지 부분에서, 미국 보도전문 케이블방송에서 특정 프로그램 진행자와 그 다음 프로그램 진행자 사이에 '넘겨주기'(Toss)하는 관행을 그대로 모방, 매주 약 1회씩 존 스튜어트와 함께 1분내외로 희극 연기를 펼치고 있다. 자사의 'Indecision' 선거특집방송(예: 선거일 저녁 특집, 대통령 취임일 특집 등)의 공동진행자로도 활약 중이다.

## 《콜베어 르포》
2005년 10월 17일부터 콜베어는 《콜베어 르포》의 단독 진행자가 되었다. 주로 미국과 세계의 시사(정치) 풍자를 주제로 하며, 특히 미국내 보수적인 정치인들(주로 공화당)이나 방송인(주로 '폭스뉴스채널'의)들을 꼬집는다. 미국내 시청률 선두의 시사프로그램《오라일리 팩터》의 진행자인 빌 오라일리를 자주 패러디하며, 그를 콜베어 르포에 초청하기도 했다. 콜베어는 오라일리를 풍자한 캐릭터를 연기해, 그와 같이 개인적인 견해를 뉴스로 포장하는, 정치성향 짙은 방송인들의 무지와 자기중심을 조롱하는데, 특히 보수주의 방송인들의 맹목적 애국심과 단순한 흑백논리, 그리고 논리와 사실(진위여부)보다 소리 크기로 좌우되는 토론(진행)형식을 풍자한다.
《콜베어 르포》가 방영된 첫 주안에 120만 명의 시청자를 얻자 방영하기 시작한 한 달 만에 코미디 센트럴은 1개월 계약을 연장하였다. 《콜베어 르포》는 오늘날 코미디 센트럴을 대표하는 프로그램으로 자리매김하였으며, 첫방송에서 언급한 "truthiness"(트루시니스) (진실스러움, 믿고 싶은 진실, 사실에 구애받지 않고 진실이라고 믿는 행위)이라는 신조어를 만들어 유행시키는 등, 미국과 전 세계에 사회, 문화적 영향력을 행사하고 있다.
2007-2008 미국 작가노조 파업에 콜베어가 동참하면서 휴방에 들어갔으나, 2008년 1월 7일 방송분부터 작가없이 방송을 재개하며 한동안 "콜버트 리포트"로 불렀다가, 파업이 끝나고 2월 13일 방송분부터 다시 콜베어 르포로 돌아갔다.

## 가수 '비'와의 관계
콜베어는 그가 진행하는 프로그램을 통해, 대한민국의 가수 비가 미국시장에 진출할 당시 그의 인지도를 높이는 데 크게 기여하였다. 프로그램에서 '귀여운 안티팬'으로 설정된 그의 캐릭터와 더불어, 실제 미국 시사주간지 '타임'지가 선정하는 '영향력있는 100인'의 온라인 투표에서 비에게 2년연속으로 밀렸던 상황을 그대로 반영, '질투심어린 관심'을 내비치는 방식으로 그를 홍보하였다. 그의 비 패러디 방송을 지켜본 대한민국의 여론은 크게 다음과 같이 나누어졌는데, 비의 국제적 위상이 높아졌으므로 봐줄 만한 질투성 코미디 연기라는 평가와, 지나친 희화화와 비난과 조롱으로 얼룩졌다는 평가로 구분되었다. 그러나, 방송상에서의 모습과는 달리, 콜베어는 그의 가족과 함께 비가 출연한 영화 스피드 레이서의 시사회에도 참석하여 우정을 쌓았다. 2008년 10월, 비는 문화방송의 프로그램 황금어장에 출연하여, 그의 방송을 통해 '(미국)길에서 자신을 알아보는 사람이 생겼는데, 그가 영어로 인사를 건내자 가슴이 찌릿찌릿했다'며 후일담을 이야기하였다.

## 상과 명예
- 2006년 1월 미국방언사회와 메리암-웹스터가 truthiness (진실스러움)를 "올해의 단어"로 선정했다. 콜베어가 《콜베어 르포》에서 첫화부터 사용한 단어이다. AP통신이 콜베어가 이 단어를 유행어로 만들었다는 것을 보도하지 않자 《콜베어 르포》에서 다섯 에피소드 연속으로 AP통신을 비난했다.[20]
- 2006년 6월 녹스 칼리지에서 명예 박사학위를 받았다.[21]
- 맥심 잡지가 콜베어를 2번째로 "가장 섹시한 아나운서"로 임명했다. 멜리사 도리노가 1위를 차지했다. 맥심에서 선정된 아나운서들중 유일한 남성이었다.[22] 피플지는 "가장 섹시한 남성"중 콜베어를 "섹시 서프라이즈"로 선정했다.[23]
- 미국의 아이스크림 브랜드 '벤 앤 제리'가 그의 이름을 따 "스티븐 콜베어즈 아메리콘 드림"이라는 아이스크림맛을 만들었다.[24] 콜베어는 사순절때 단 음식을 포기해서 부활절까지 먹지 않았다고 한다.